# Opactwo Geras
Opactwo Geras (niem. das Stift Geras) – klasztor norbertański, położony w austriackim Geras.

## Historia
Klasztor został ufundowany przez Ekberta i Ulryka von Pernegg w 1153. Pierwotnie, jako klasztor żeński, został zasiedlony mniszkami z czeskiego Želiva (niem. Seelau). Oddalony o 10 km, żeński klasztor Pernegg również został zapełniony želivskimi siostrami. Opuszczony w 1783 (w międzyczasie zmieniony na męski), klasztor w Pernegg przeszedł w posiadanie opactwa Geras i od 1995 pełni funkcję centrum seminaryjnego i miejsca obchodzenia świąt.

## Kościół klasztorny
Funkcję kościoła klasztornego pełni romańska bazylika. W XVIII wieku przebudowana, w duchu barokowym, według planów architekta Josepha Munggenasta i malarza fresków Paula Trogera. W 1953 otrzymał tytuł bazyliki mniejszej.

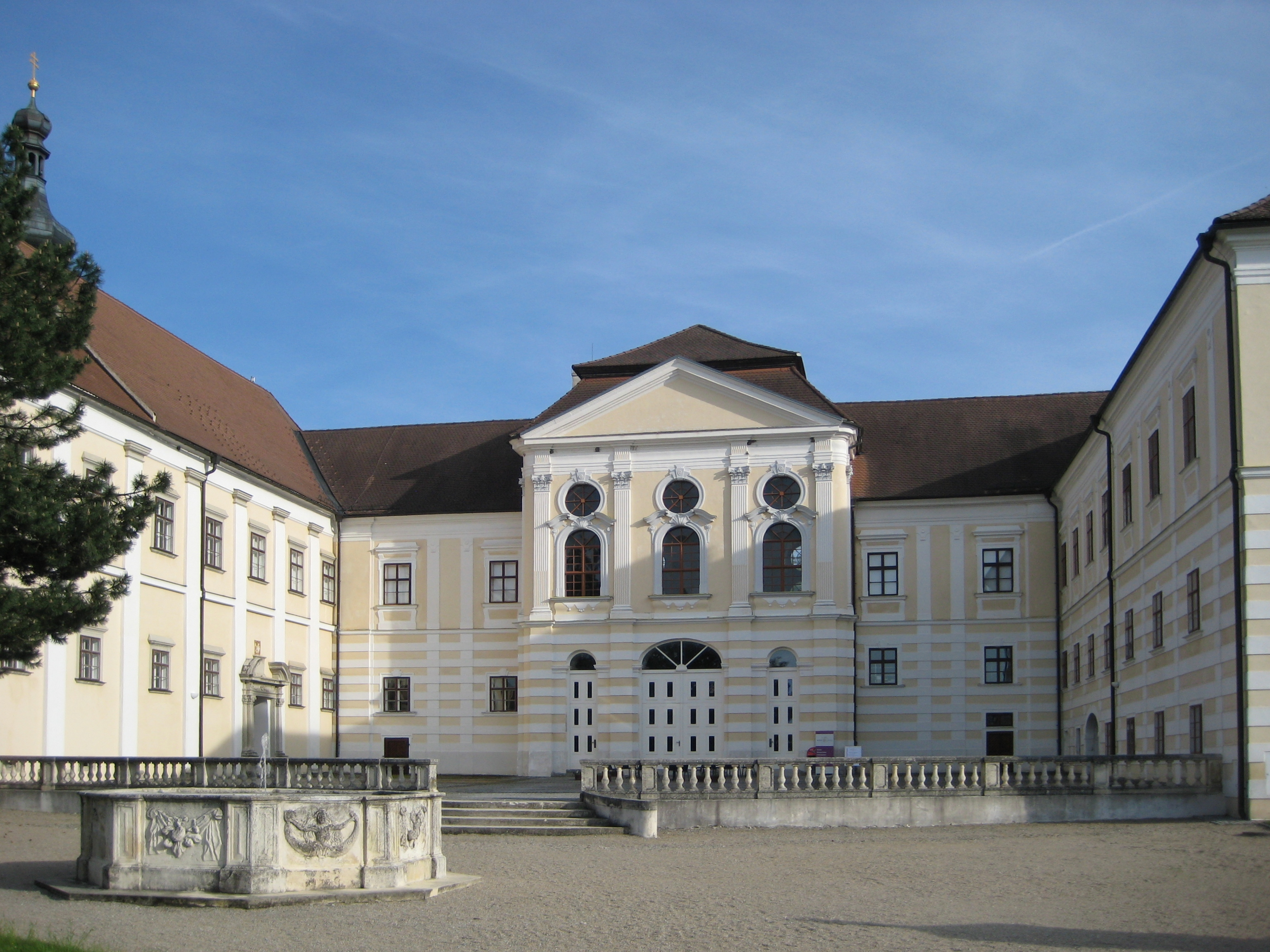
Dziedziniec klasztorny
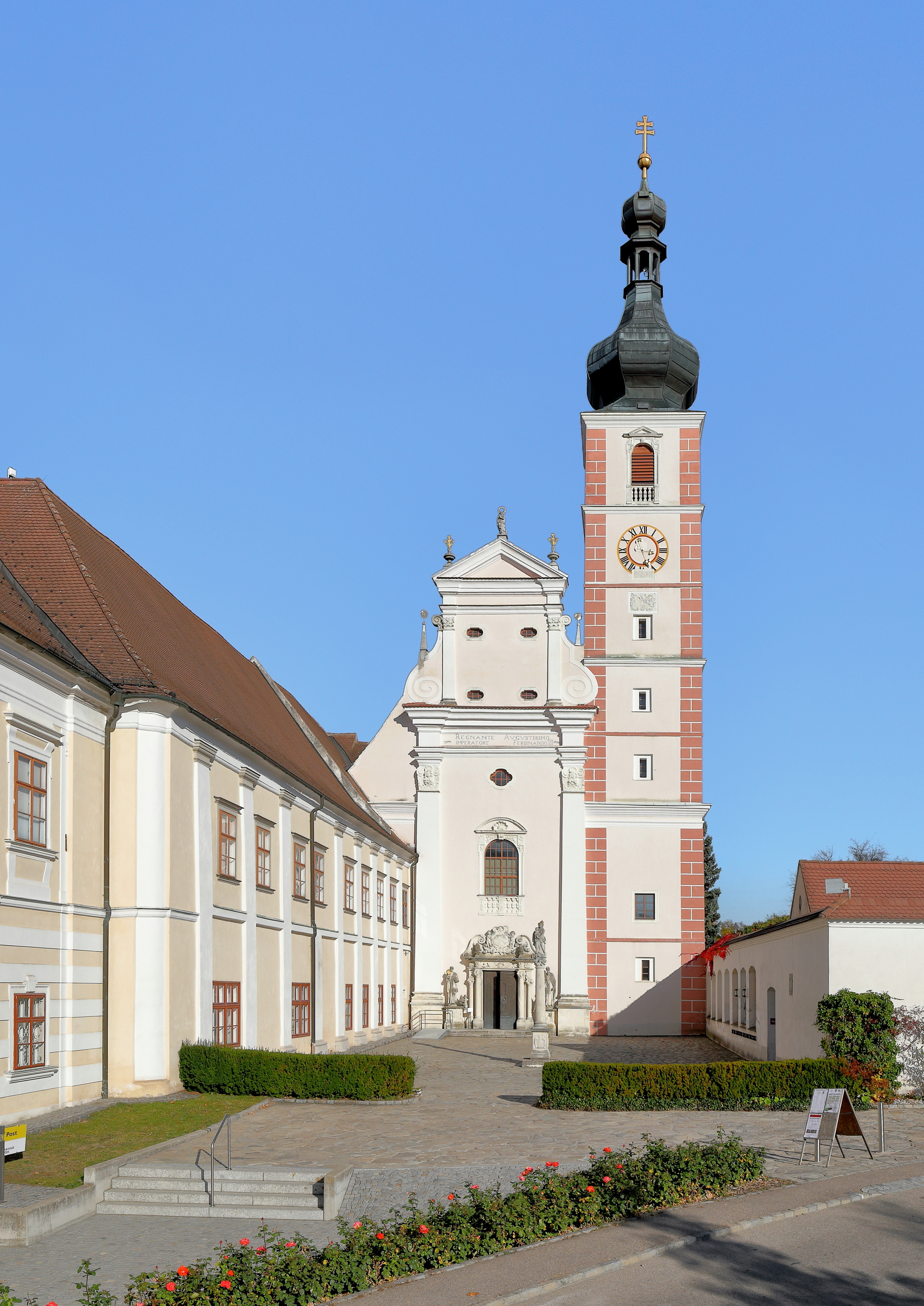
Kościoła klasztornego
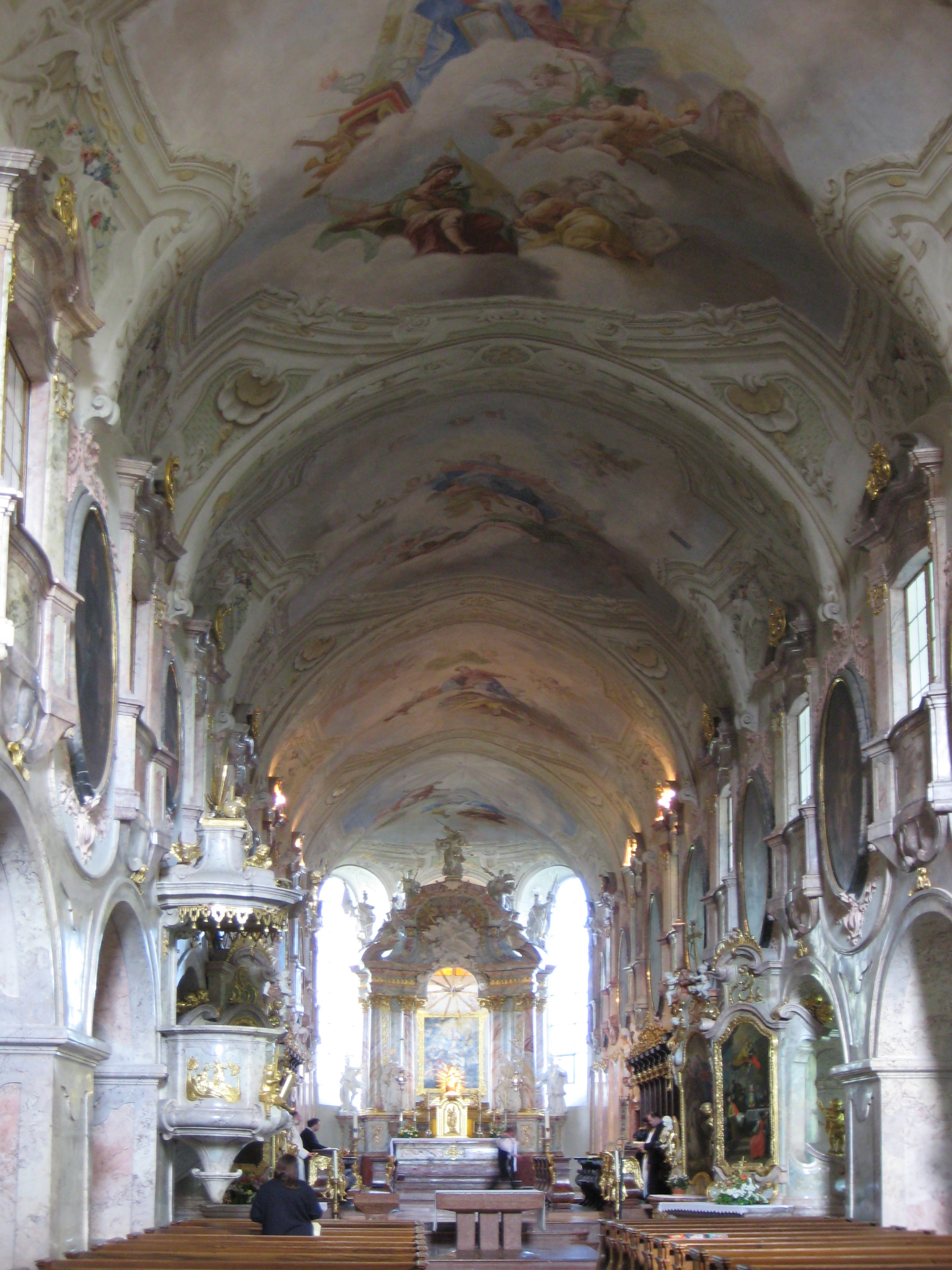
Wnętrze kościoła klasztornego